# 太公府
太公府，是明代雲南承宣布政使司下轄的一個府，至元二十六年置太公路於太公城〔今緬甸曼德勒區達岡Tagaung〕，洪武十五年三月為府，後廢。洪武二十七年六月置緬中宣慰司，尋廢。永樂元年十月復置，更名緬甸軍民宣慰使司。